# Tweekleurige waterkever
De tweekleurige waterkever (Berosus luridus) is een keversoort die behoort tot de familie van de spinnende waterkevers (Hydrophilidae). De wetenschappelijke naam van de soort is gepubliceerd in 1761 door Linnaeus; hij plaatste de soort oorspronkelijk in het geslacht Dytiscus.
De kever is 3,5 tot 5 mm lang. Ze komt voor in het westelijk deel van het Palearctisch gebied. Ze is ook waargenomen in België en Nederland.